# Коломицевка
Коломицевка (укр. Коломицівка) — село,
Жуковский сельский совет,
Глобинский район,
Полтавская область,
Украина.
Код КОАТУУ — 5320682203. Население по переписи 2001 года составляло 116 человек.
Село указано на трехверстовке Полтавской области. Военно-топографическая карта.1869 года как хутор Коломицевка

## Географическое положение
Село Коломицевка находится около большого болота, из которого берёт начало река Сухой Кагамлык,
ниже по течению на расстоянии в 2 км расположено село Жуки.
В 1,5 км протекает река Омельник.
Через село проходит автомобильная дорога Т-1716 и
железная дорога.